# Pan de limón con semillas de amapola
Pour plus de détails, voir Fiche technique et Distribution.
Pan de limón con semillas de amapola est un film espagnol réalisé par Benito Zambrano, sorti en 2021.

## Synopsis
Anna et Marina, deux sœurs, ouvrent une boulangerie à Majorque.

## Fiche technique
- Titre : Pan de limón con semillas de amapola
- Réalisation : Benito Zambrano
- Scénario : Benito Zambrano et Cristina Campos d'après son roman
- Musique : Joan Valent
- Photographie : Marc Gómez del Moral
- Montage : Teresa Font
- Production : Laura Fernández Brites, Carlos Fernández, Alexandra Hoesdorff et Désirée Nosbusch
- Société de production : Castelao Pictures, Crea SGR, Deal Productions, Filmax Group, Movistar Plus+, Natexis Coficiné, Pan de Limón, Radio Televisión Española et Televisió de Catalunya
- Pays :  Espagne et  Luxembourg
- Genre : Drame et romance
- Durée : 118 minutes
- Dates de sortie : 
  -  Espagne : 12 novembre 2021

## Distribution
- Elia Galera : Marina
- Eva Martín : Anna
- Mariona Pagès : Anita
- Marilú Marini : Úrsula
- Tommy Schlesser : Mathias
- Claudia Faci : Catalina
- Ana Gracia : sœur Teresa
- Pere Arquillué : Armando
- Bella Agossou : sœur Zelat
- Almudena Rey : Paula
- Nansi Nsue : Lezna
- Joseph Ewonde : Kaleb
- Natalia Monroy : Fabiola
- Hoji Fortuna : M. Berkele
- Xim Vidal : Bernat
- Caterina Alorda : Joana
- Miquel Gelabert : Vicenç
- Assun Planas : le docteur Fernández
- Jaume Fuster : Julio
- Eva Barceló : Berta

## Distinctions
Le film a été nommé pour le prix Goya du meilleur scénario adapté.